# Рухина, Евгения Валериановна
Евгения Валериановна Рухина (урожд. Узембло; 1909 — 1992) — советский геолог, доктор геолого-минералогических наук.

## Биография
Родилась в 1909 году в Санкт-Петербурге, из дворян.
В 1929—1931 годах Евгения Узембло (вместе со своим будущим мужем Львом Рухиным) обучалась в топографическом техникуме в Ленинграде.
В 1936 году окончила географический факультет Ленинградского государственного университета (по специальности «Четвертичная геология»), была оставлена на кафедре, и в 1939 (1940?) году там же окончила аспирантуру.
С 1939 (1940?) — кандидат геолого-минералогических наук. В 1939—1941 работала в Ленинградском горном институте.
После начала Великой Отечественной войны, в 1941—1942 — участница народного ополчения Ленинградского фронта.
В 1942 году эвакуирована в Саратов, где в 1942—1944 была ассистентом, затем доцентом Саратовского университета.
Вернулась в Ленинград после снятия его блокады.
С 1946 — доцент кафедры общей геологии геологического факультета Ленинградского государственного университета.
С 1966 — научный сотрудник Института земной коры ЛГУ.

## Семья
- Муж — Лев Борисович Рухин (1912—1959), геолог.
- Дети:
  - Евгений Львович Рухин (1943—1976), художник.
  - Андрей Львович Рухин, математик и статистик (англ. Andrew Rukhin, Ph.D.; Мэрилендский университет в Балтиморе, США).

## Основные работы
- Рухина Е. В. Литология моренных отложений. — Л., 1960.
- Меловые отложения Ферганской котловины. 1961 (соавтор).
- Рухина Е. В. Литология ледниковых отложений. — Л.: Недра, 1973. — 176 с.

Редактор:
- Рухин Л. Б. Основы общей палеогеографии / Под ред. канд. геол.-минер. наук Е. В. Рухиной. — Изд. 2-е, перераб. и доп. — Л.: Гостоптехиздат, Ленингр. отд-ние, 1962. — 628 с. — 5200 экз. (в пер.)
- Рухин Л. Б. Основы литологии: Учение об осадочных породах / Под ред. д-ра геол.-минер. наук Е. В. Рухиной. — 3-е изд., перераб. и доп. — Л.: Недра, Ленингр. отд-ние, 1969. — 704 с. (в пер.)